# Mato Topalović
Mato Topalović (Brodski Zdenci kraj Slavonskog Broda, 9. rujna 1812. – Gradište, 26. travnja 1862.), hrvatski svećenik, profesor, pisac i član ilirskog pokreta.

## Životopis
Jedan od prvih Slavonaca koji su prihvatili ideje ilirskog pokreta. Pučku školu pohađa u Slavonskom Brodu, a gimnaziju u Vinkovcima. U sjemeništu đakovačke biskupije upoznaje Josipa Jurja Strossmayera i Jurja Tordinca. Nakon završenog dvogodišnjeg tečaja iz filozofije u Đakovu započinje studi u Pešti gdje upoznaje Frana Kurelca, Stjepana Ilijaševića i Miroslava Dražića. Doktorira filozofiju zajedno sa Strossmayerom 1833. godine, doktorat iz teologije postiže 1837. godine u Beču kao kandidat kolegija Pazmaneum. Za vrijeme bečkog studija 1834. godine upoznaje Ljudevita Gaja s kojim se poslije dopisuje. Za svećenika je zaređen 17. srpnja 1837. godine. Svećeničku službu obavljao je kao vojni kapelan u Veroni, zatim kao vikar u Trnavi, i Vinkovcima. 1844. godine dolazi u Đakovo na poziv biskupa Josipa Kukovića za profesora filozofije. 1848. godine odlazi sa Stankom Vrazom. u Prag na Sveslavenski kongres. 1. studenog 1855. godine postaje župnikom u Gradištu. Razbolivši se od sušice umire 26. travnja 1862. godine u pedesetoj godini života. Nadgrobni spomenik mu podiže dugogodišnji prijatelj Josip Juraj Strossmayer u znak «bratimskog svećenstva i prijateljske ljubavi». Perom ga je ovjekovječio i Petar Preradović u svojim sonetima.

## Protivnik hrvatizacije Slavonije
Zajedno s Andrijom Torquatom Brlićem je protestirao protiv pokušaja hrvatizacije Slavonaca. U djelu "Odziv rodoljubnog serca" je zapisao: "Hej! vi visokomudri Horvati, koji nećete ništa da čujete o imenu ilirskom! Kojim pravom možete vi i pomisliti samo, da se naš narod južni, naš jezik, naša literatura imenom horvatskim ovjenča? Kažite mi molim vas, odkad vam se računa glavni vaš grad Zagreb da spada na Hovatsku? Ja u starini samo slavonsko ime tamo nalazim. "Bani totius Slavoniae," imadiahu oblast od mora jadranskoga tia do Dunava. Gdi je tad Horvatska bila? ...A de pokažite vi monetu, ili novac kraljevstva Horvatskog! Vidite ako ćete na to, imamo i mi dokazah za naše ime, i čim nekoji naši nesudjeni rodjaci i krasni prijetelji nastoje toga nas imena lišiti, tim nam to ime naše dražje i milije postaje..."

## Književno stvarateljstvo
Prvi puta se pojavljuje svojim proznim člankom «Lizt iz Becha», u Danici 1835. godine Gajeva danica donosi njegove pjesme u brojevima (12., 14., 25., 44., 49.). Topalović preporučuje popravak pravopisa kao temelj za jedinstvenu hrvatsku književnost. U njegovom radu više se osjeća domoljubni duh nego pjesništvo.

## Najvažnija djela
- «Bog i molitva domorodca ilirskog» iz 1836. godine unutar koje su spojeni,njegovi religiozni i patriotski osjećaji.
- «Razgovor pjesnika i vile Slavonkinje», * «Danica» 1836. Godine
- «Tamburaši Ilirski» Zbirka pjesama, Osijek, 1842. godine
- «Odziv rodoljubnog srca», Zbirka pjesama, Osijek, 1842. godine
- «Pozdrav Njegovoj Kraljevskoj visosti nadvojvodi Stjepanu» 1847. godine
- «Misli rodoljubne o cesarsko-kraljevskoj vojsci» 1847. Godine

Zbirka narodnih pjesama «Tamburaši Ilirski» neobično oštro je kritizirana iako dobronamjerno zbog stila pisanja od Stanka Vraza. Topalović je smatrao da je svaka knjiga u onim prilikama dobro došla, a da kritika pa bila ona i dobronamjerna, šteti narodnom radu. On je u svojoj zbirci «Odziv rodoljubnog srca», u pogovoru odgovorio na Vrazovu kritiku. Topalovićev pokušaj da izda hrvatski književni zbornik «Jeka od Osijeka» 1841. godine nije se ostvario zbog nedobivanja dozvole mađarskih vlasti.